# Слободо-Яришівська сільська рада
| Слободо-Яришівська сільська рада — колишній орган місцевого самоврядування у Могилів-Подільському районі Вінницької області з адміністративним центром у с. Слобода-Яришівська. Сільській раді підпорядкований 1 населений пункт: - с. Слобода-Яришівська |

## Склад ради
Рада складається з 12 депутатів та голови.

## Керівний склад сільської ради
| ПІБ                   | Основні відомості                                                       | Дата обрання | Дата звільнення |
| --------------------- | ----------------------------------------------------------------------- | ------------ | --------------- |
| Яцура Сергій Іванович | Сільський голова, 11.08.1965 року народження, освіта вища, безпартійний | 19.11.2015   |                 |

Примітка: таблиця складена за даними джерела